# HD 72322
HD 72322，又名CP-54 1667，SAO 236032、HR 3368，是一颗恒星，视星等为6.36，位于銀經271.17，銀緯-9.4，其B1900.0坐标为赤經8h 27m 1.5s，赤緯-54° -9.4′ 17″。